# Concerto para piano nº 1 (Liszt)

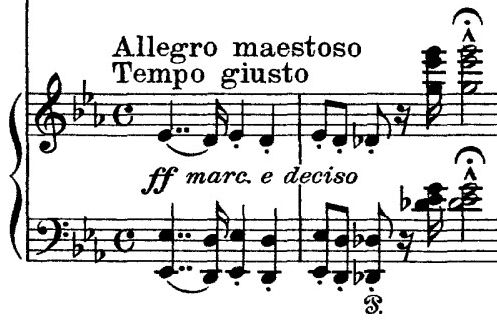
O motivo principal do primeiro movimento

Franz Liszt compôs seu Concerto para piano nº 1 em Mi ♭ maior (Mi bemol maior), S.124 ao longo de um período de 26 anos. Os principais temas datam de 1830, enquanto a versão final é datada de 1849. O concerto é estruturado em quatro movimentos e tem uma duração de aproximadamente 20 minutos. Estreou em Weimar no dia 17 de fevereiro de 1855, com Liszt ao piano e Hector Berlioz regendo.

## História da obra

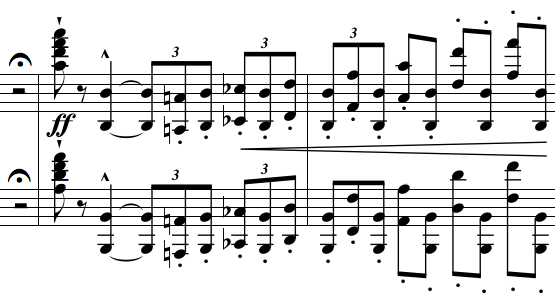
Primeira entrada para piano no Concerto para piano nº 1 em mi bemol maior, finalizado por Franz Liszt em 1849

Os principais temas do primeiro concerto para piano de Liszt estão escritos em um caderno datado de 1830, época em que Liszt tinha apenas dezenove anos. Ele aparentemente concluiu o trabalho em 1849, mas fez algumas mudanças em 1853. Teve sua estreia em Weimar em 1855, com o compositor ao piano e Hector Berlioz regendo. Liszt fez ainda mais alterações antes da publicação em 1856. Béla Bartók descreveu a peça como "a primeira realização perfeita da forma sonata cíclica, com temas comuns sendo tratados no inicio da variação".

## Descrição
O concerto consiste em quatro movimentos relativamente curtos:

### 1. Allegro maestoso
A orquestra introduz o tema principal da peça com um motivo poderoso. Diz uma história, que, para zombar de seus críticos, Liszt e seu genro, Hans von Bülow, inseriram as palavras Das versteht ihr alle nicht, haha! (nenhum de vocês entende isso, ha-ha!) nas notas dos dois primeiros compassos do concerto . O piano entra em seguida com uma passagem em oitavas, abrangendo uma longa extensão do teclado. Segue-se então com um dueto entre o piano e o clarinete em uma passagem calma e pacífica, logo sendo tomada novamente pelo tema principal do concerto. Depois disso, o piano toca oitavas em escalas cromáticas descendentes em alto andamento, antes de recapitular uma seção anterior do movimento, dessa vez na tonalidade de sol maior . O movimento termina com o tema principal tocado pelas cordas enquanto o piano imita uma harpa com arpejos rápidos e calmos, resultando com uma escala cromática ascendente em sextas, diminuindo para a dinâmica de ppp .

### 2. Quase Adagio
Os violoncelos e contrabaixos introduzem o movimento em um cantabile sereno e uníssono, antes que o restante da família das cordas se junte. Contudo, antes do piano se juntar, os contrabaixos e violoncelos vão descentes em altura e dinâmica. O piano, em una corda, usa o tema das cordas e o desenvolve ainda mais, tocando em estilo noturno com arpejos suaves na mão esquerda e uma melodia cantabile na mão direita. A seção atinge um clímax tocado na dinâmica fortissimo, seguido de uma escala descendente de diminuendo .
Após uma breve pausa geral, toda a orquestra retorna, tocando exatamente o mesmo tema inicial. Em seguida, um violoncelo vai tocando o tema enquanto o piano responde se dirige rapidamente a uma seção recitativa no desenvolvimento. Isso leva a uma passagem onde os solos na família dos sopros introduzem um novo tema enquanto o são executados ao piano longos trinados na mão direita e acordes esparramados na esquerda. A passagem é encerrada pelo piano e clarinete em dueto.

### 3. Allegretto vivace – Allegro animato
O triângulo inicia o movimento com a família das cordas seguindo-o. (O uso frequente do triângulo levou o crítico conservador Eduard Hanslick a zombar da obra como um "Concerto para Triângulo". ) O piano desenvolve ainda mais o tema introduzido, ocorrendo isso ao longo de todo o movimento. Contudo, ao longo do desenvolvimento da música, os temas anteriores dos dois últimos movimentos são reintroduzidos e combinados para dar a este concerto sua forma única de uma rapsódia . Este movimento é apresenta com certeza um caráter cômico, com a ideia de performance "capriccioso scherzando" no início da linha do piano, seguido de duetos delicados e lúdicos entre o sopro e o piano. A outra metade do movimento, porém, toma um rumo mais sombrio, quando o piano, após concluir oscherzo, toca uma passagem sinistra e trêmula nas alturas mais graves do teclado, com um desenvolvimento do primeiro tema tocado em alturas mais altas, na dinâmica pp . Depois disso, oitavas cromáticas descendentes aparecem novamente, como em outras seções do concerto, mas desta vez no nível dinâmico p, levando a uma seção cromática ascendente executada pela orquestra, resultando em uma recapitulação tonal do tema introdutório. O movimento termina com uma ideia musical muito semelhante à do início do primeiro movimento, com uma passagem ao piano de caráter empolgante terminando em um acorde de Fá diminuto com sétima (Fá – Lá ♭ – Ré – Fá).

### 4. Allegro Marziale Animato
Uma escala maior descendente de E ♭ é tocada antes que da entrada da orquestra toque o tema no andamento Adagio em uma transformação temática. O piano segue com uma passagem solo em oitavas antes de se juntar em dueto com vários instrumentos de sopro solo em uma seção animada e delicada. O movimento continua trazendo todos temas de todo o concerto, combinando-os sequencialmente. Nas passagens finais, é introduzido um novo tema cromático em que o piano toca semicolcheias e colcheias de tercinas ao mesmo tempo, em um exercício de polirritmia, mas em uníssono com as cordas. A peça termina no estilo de bravura clássico de Liszt, com o agora familiar tema de oitavas cromáticas descendentes, tocado nesta recapitulação em rápida velocidade, antes de mudar para oitavas cromáticas contrárias, alcançando a tônica de Mi ♭ maior e fff dinâmico. A orquestra sozinha tem as duas últimas notas, que Liszt utilizou cuidadosamente para destacar a importância da orquestra na peça, não apenas como um instrumento de acompanhamento ao piano.

## Orquestração
Este concerto é orquestrado para uma orquestra relativamente pequena, que requer os seguintes instrumentos:
Piano (Solo)
Madeiras:
- Flautim
- Duas flautas
- Dois oboés
- Dois clarinetes em Si bemol
- Dois fagotes

Metais:
- Duas trompas em fá
- Dois trompetes em Si bemol
- Três trombones (dois tenores e um baixo)

Percussão:
- Tímpano
- Pratos
- Triângulo

Cordas:
- Violinos I
- Violinos II
- Violas
- Violoncelos
- Contrabaixos

1. ↑  «San Francisco Symphony - Franz (Ferenc) Liszt: Piano Concerto No. 1 in E-flat major». San Francisco Symphony (em inglês). Consultado em 19 de junho de 2022
2. ↑  «biography [v6.0]». uh.edu
3. ↑  Hamilton, Kenneth (2005). The Cambridge Companion to Liszt. Col: Cambridge Companions to Music. [S.l.]: Cambridge University Press. ISBN 0-521-62204-2
4. ↑  Steinberg, Michael (2000). The Concerto: A Listener's Guide. [S.l.]: Oxford University Press. ISBN 9780198026341
5. ↑  Mordden, Ethan (1986). A Guide to Orchestral Music: The Handbook for Non-musicians. [S.l.]: Oxford University Press. ISBN 9780195040418